# Remparts de Bœrsch
Les remparts de Bœrsch sont un monument historique situé à Bœrsch, dans le département français du Bas-Rhin.

## Localisation
Cette construction est située autour de Bœrsch.

## Historique
L'édifice fait l'objet d'un classement au titre des monuments historiques depuis 1900.
L'édifice fait l'objet d'une inscription au titre des monuments historiques en 1930 remplacé par un arrêté d'inscription plus global en 2012.